# 코자크 지올코브스키
코자크 지올코브스키(Korczak Ziółkowski, 1908년 9월 6일 ~ 1982년 10월 20일)는 미국의 디자이너로 크레이지 호스 기념비를 제작했다.